# Szubkontinentális sziklai gyepek
A szubkontinentális sziklai gyepeken belül erősen különböznek egymástól a mészkerülő (szilikátos kőzeteken növő) és a mészkedvelő (mészkövön, illetve dolomiton megtelepülő) társulások.
A mészszegény, savanyú kémhatású szilikátsziklagyepek két vikariáns társuláscsoportja:
- a nyugat-közép-európai szilikátsziklagyepeket (Alysso saxatilis-Festucion pallentis), aminek egyetlen, Magyarországon is előforduló növénytársulása a
  - sziklai ternyés (Alysso saxatilis – Festucetum pallentis Klika ex Čeřovský, 1949 corr. Gutermann & Mucina, 1993) és
- a kelet-közép-európai szilikátsziklagyepeket (Asplenio septentrionalis – Festucion pallentis) három növénytársulással:
  - gyöngyperjés szilikátsziklagyep (Asplenio septentrionali – Melicetum ciliatae (Soó, 1940) Máthé & M. Kovács, 1964),
  - magyar perjés sziklagyep (Poëtum scabrae Zólyomi, 1936),
  - nyílt szilikátsziklagyep (Minuartio – Festucetum pseudodalmaticae (Mikyska, 1933) Klika, 1938).

A karbonátos kőzeteken a kőzet típusánál nagyobb különbségeket okoz a növényföldrajzi helyzetük, és ennek megfelelő a három társulástani csoport:
- északi mészkősziklagyepek (Diantho lumnitzeri – Seslerion albicantis (Soó, 1971) Chytry et Mucina 1993) nyolc társulással:
  - gyöngyperjés mészkősziklagyep (Asplenio rutae-murariae – Melicetum ciliatae Soó, 1962),
  - kárpáti mészkősziklagyep (Campanulo divergentiformis – Festucetum pallentis Zólyomi, 1966),
  - északi zárt mészkősziklagyep (Poo badensis – Caricetum humilis Dostál, 1933 em. Soó, 1971),
  - budai nyúlfarkfüves dolomitsziklagyep (Seslerietum sadlerianae Soó ex Zólyomi, 1936),
  - magyar nyúlfarkfüves dolomitsziklagyep (Seslerietum heuflerianae – hungaricae Zólyomi, (1936) 1966),
  - nádtippan-tarka nyúlfarkfű sziklagyep (Calamagrostio variae – Seslerietum variae Vojtkó, 1998),
  - peremizs-magyar nyúlfarkfű sziklagyep (Inulo ensifoliae – Seslerietum hungaricae Vojtkó, 1998),
  - rekettyés magyar nyúlfarkfű sziklagyep (Genisto pilosae – Seslerietum hungaricae Vojtkó, 1998);